# آمادو تیدیانه تال
آمادو تیدیانه تال (انگلیسی: Amadou Tidiane Tall؛ زادهٔ ۲۲ ژوئن ۱۹۷۵) بازیکن فوتبال اهل بورکینافاسو بود.